# Perna (Topusko)
Perna is een plaats in de gemeente Topusko in de Kroatische provincie Sisak-Moslavina. De plaats telt 204 inwoners (2001).